# Luca Abort
(Nerorgasmo - Passione Nera)
Luca Bortolusso, detto Abort (Torino, 26 aprile 1964 – Torino, 8 settembre 2000), è stato un cantante italiano, esponente del nichilismo torinese anni 80, famoso per essere stato il frontman del gruppo hardcore punk Nerorgasmo dal 1983 al 1987.
Militò prima nei Blue Vomit e anche in gruppi minori quali Ifix Tcen Tcen, Nazifuckers e Cani Putridi.

## Biografia
Inizia a cantare nei Blue Vomit, gruppo Hardcore punk con Simone Cinotto "Fast" alla chitarra, Martino "Sborrmann" Cinotto al basso e alla chitarra, Fabio "Venial" Di Maggio ancora al basso e alla chitarra ed Enrico "Kriminal" Falulera alla batteria. 
Sciolti i Blue Vomit, nel 1983, con Simone Cinotto alla chitarra, Fiorenzo Massera al basso ed Enrico Falulera alla batteria, forma i Nerorgasmo.
I Nerorgasmo guadagnarono una buona fama in tutta Italia, divenendo uno dei gruppi di punta del genere e incidendo un EP in vinile nel 1984. Sono considerati uno dei pilastri della scena hardcore torinese degli anni '80. I temi trattati da Abort nei Nerorgasmo riguardavano la droga, il disadattamento, l'odio e la società, in chiave nichilista.
Nella primavera del 1986 i Nerorgasmo vengono invitati a Genova per suonare contro il Salone nautico. È qui che in Piazza De Ferrari, prima della ripartenza, vengono aggrediti da un gruppo di skin neonazisti che si avventano su Luca e dopo averlo malmenato, prima di fuggire a causa dell'arrivo della polizia, gli rifilano una coltellata alla gola suturatagli poi con dieci punti.
In occasione dell'ultimo concerto della band nel 1993 ad El Paso Occupato, Abort per provocazione si travestì da nazista e, rivolgendosi ad alcuni che in mezzo al pubblico continuavano a fischiarlo, pronunciò questo discorso:
«Volevo ricordare alla gente che si scandalizza ancora per queste cose che la nostra società ha assorbito tutto quello che c'era da assorbire dal nazismo, tanto è vero che i viaggi in Volkswagen, le vacanze e la vita come la facciamo noi adesso è quella che era stata programmata allora! E i nostri lager sono il terzo mondo lontani dagli occhi e lontano dal cuore... Quindi la gente che si scandalizza di fronte ad una croce uncinata messa al collo per provocazione dovrebbe fare un pochino più attenzione a quello che gli gira intorno e alla vita che fa... Perché se vogliamo guardare la nostra società è tutta nazista!»
Ha militato nei primi anni novanta anche negli Ifix Tcen Tcen con cui ha anche registrato un LP, Liquid Party, un mini LP, Oltre la collina, emtrambi per la casa discografica T.V.O.R. di Milano. Della band faceva parte anche, come bassista, il chitarrista dei Nerorgasmo, Simone Cinotto.
Luca Abort morì l'8 settembre 2000, in Via Ozanam 10, all'età di 36 anni, per un'overdose da eroina. Venne tumulato nel Cimitero monumentale di Torino il giorno successivo, lo stesso in cui fu immortalato, assieme ai compagni Simone e Enrico, nella copertina del primo EP dei Nerorgasmo, sedici anni prima.